# Ashington End
Ashington End – wieś w Anglii, w hrabstwie Lincolnshire. Leży 20 km na południowy wschód od Lincoln i 184 km na północ od Londynu.